# Cantonul Massiac
Cantonul Massiac este un canton din arondismentul Saint-Flour, departamentul Cantal, regiunea Auvergne, Franța.

## Comune
| Comune               | Populație (1999) | Cod poștal | Cod INSEE |
| -------------------- | ---------------- | ---------- | --------- |
| Auriac-l'Église      | 209              | 15500      | 15013     |
| Bonnac               | 158              | 15500      | 15022     |
| La Chapelle-Laurent  | 344              | 15500      | 15042     |
| Ferrières-Saint-Mary | 299              | 15170      | 15069     |
| Laurie               | 93               | 15500      | 15098     |
| Leyvaux              | 36               | 43450      | 15105     |
| Massiac              | 1857             | 15500      | 15119     |
| Molèdes              | 115              | 15500      | 15126     |
| Molompize            | 285              | 15500      | 15127     |
| Saint-Mary-le-Plain  | 156              | 15500      | 15203     |
| Saint-Poncy          | 341              | 15500      | 15207     |
| Valjouze             | 23               | 15170      | 15247     |